# 和田清
和田 清（わだ せい、1890年11月15日 - 1963年6月22日）は、大正後期から昭和前期にかけての東洋史学者。

## 経歴
出生から修学期
1890年、神奈川県高座郡鶴嶺村（現在の茅ヶ崎市）の豪農の家に生まれた。第一高等学校を経て、東京帝国大学文科大学史学科東洋史学専攻に進学。1915年に卒業し、同大学大学院に進んだ。
東洋史研究者として
大学院修了後は、中央大学予科および東京帝国大学講師となった。1924年に留学を命じられ、欧米や中華民国に留学。帰国の翌年の1927年に東京帝国大学助教授に昇格。折りしも、留学中に東京帝国大学における東洋史学の基礎を築いた白鳥庫吉・市村瓚次郎が定年退官を迎え、世代交代の最中にあった。和田は池内宏・加藤繁とともに新しい東洋史学科の中心的な地位に立つことになった。1933年、東京帝国大学教授に昇格。1939年には学位論文『明初の満洲経略』を東京帝国大学に提出して文学博士号を取得）。また、東洋文庫の運営に参加して満洲語・モンゴル語の資料収集に尽力し、後に専務理事を務めた。池内・加藤より1世代若かった和田は、戦時下で迎えた両教授退官後の東洋史学科を支えた。
太平洋戦争後
1951年に東京大学を定年退官し、東京大学名誉教授となった。退官後は日本大学教授として教鞭を執った。また、同1951年10月、日本学士院会員に選出された。1959年頃から体調を崩し、1961年には日本大学を退任。1963年に死去。没後従三位勲二等が贈られ、故郷の墓所に葬られた。

## 受賞・栄典
- 1963年：従三位勲二等

## 研究内容・業績
専門は東洋史で、明清における中国の周辺地域、特に元滅亡後のモンゴルについての研究をライフワークとしていた。代表的な著作に『東亜史論藪』（1942年）、『中国史概説』（1950年）、『東亜史研究』満洲編（1955年）、同蒙古編（1959年）がある。

## 著作
著書
- 『内蒙古諸部落の起源』奉公会(奉公叢書) 1917
- 『支那地方自治発達史』中華民国法制研究会 1939
- 『支那官制発達史：特に中央集権と地方分権との消長を中心として』上 中央大学出版部 1942
- 『東亜史論藪』生活社 1942
- 『中国史概説 1950-51』岩波書店(岩波全書)
- 『東亜史研究』(全2巻) 東洋文庫(東洋文庫論叢) 1955-1959
- 『東洋史』宝文館(NHK教養大学) 1956
- 『東洋史上より観たる古代の日本』ハーバード・燕京・同志社東方文化講座委員会 1956

共編著
- 『支那通史』(全3巻) 那珂通世共著、岩波文庫 1938-1941
- 『新編世界歴史辞典』編、国民図書刊行会 1952

訳校註
- 『魏志倭人伝・後漢書倭伝・宋書倭国伝・隋書倭国伝』石原道博共編訳、岩波文庫1951
- 『旧唐書倭国日本伝・宋史日本伝・元史日本伝』石原道博共訳、岩波文庫 1956
- 『明史食貨志訳註』 東洋文庫(東洋文庫論叢) 1957
- 『宋史食貨志訳註』第1  東洋文庫(東洋文庫論叢) 1960

記念論集
- 『東洋史論叢』和田博士還暦記念東洋史論叢編纂委員会 大日本雄弁会講談社 1951
- 『東洋史論叢』和田博士古稀記念東洋史論叢編纂委員会 講談社 1961